# Білоконський Іван Петрович
Білоконський Іван Петрович (нар. 25 травня 1855, Чернігів — 7 лютого 1931, Харків) — публіцист і педагог, земський ліберальний діяч.

## Життєпис
Народився 25 травня 1855 року в Чернігові. Його батько працював головним лікарем Новозибківської земської лікарні Чернігівської губернії (зараз Брянська область). Першим навчальним закладом для нього стало Новозибківське повітове училище, після закінчення Чернігівської гімназії працював народним вчителем.
У 1873 році переїхав у с. Ольшаницю Васильківського повіту Київської губернії, де після успішного складання іспиту при другій Київській гімназії, отримав посаду народного вчителя. На початку 1875-76 н.р. учитель І. Білоконський уже працював у Городищенському училищі.
Працюючи в школі, молодий учитель познайомився з сином П. Симиренка Левком, який був із ним не тільки одного віку, але й близьких політичних поглядів. Після кризи, яка спіткала господарів заводу, школу закрили, а Іван Петрович змушений був знову переїхати до Києва, де став слухати лекції в університеті та брати участь у студентському політичному житті. Зустрівшись з Левком Симиренком, він на його пропозицію поселився у сім'ї Дебагорій-Мокрієвичів і потоваришував з їхніми синами Володимиром та Іваном.
У 1872 р. Левко перевівся до Новоросійського університету (м. Одеса), а Іван Петрович поринув у громадську діяльність. Після студентських виступів навесні 1878 р. розпочалися арешти, суди та заслання на північ Росії та в Сибір. Іван Петрович, ховаючись від переслідування, вирішив їхати до Левка Симиренка в Одесу, але потім зрозумів, що краще пережити цей неспокійний час у селі, і влаштувався вчителем у с. Чернятині Подільської губернії. Друкувався в педагогічному журналі «Русская школа».
Але складні політичні умови, неможливість публікуватися, а значить, і заробляти собі на життя, значно погіршили матеріальне становище молодого публіциста. Отримавши закордонний паспорт і дозвіл жандармерії, Іван Петрович виїхав до Європи разом з панськими дітьми. Наглядаючи за ними, він мав змогу спостерігати за життям за кордоном, відвідувати музеї, народні вечори, театри та мітинги великих європейських центрів. На його велике задоволення діти виявили бажання ще певний час пожити у Відні.
Уночі з 17 на 18 серпня 1879 р. після повернення із-за кордону він був заарештований у м. Новозибкові Чернігівської губернії у батьківській оселі. З Новозибкова у супроводі жандармів Івана Петровича доправили до чернігівської в'язниці, де він провів понад вісім місяців. Потім І. Білоконського перевели до курської в'язниці, через декілька днів до орловської, а потім — Мценськ.
У 1880 р., після двох місяців перебування у мценській в'язниці, І. Білоконського відправили на заслання в Сибір. Потягом через Москву у Нижній Новгород, потім була Перм, Єкатеринбург, звідки партія вирушила в Сибір по Єкатеринбурзько-Тюменському тракту.
У вересні 1886 року Білоконський повернувся із заслання.
Упродовж наступних 32 років діяльності на літературній ниві Іван Петрович постійно співпрацював у газеті «Русские ведомости», журналах «Русское богатство», «Вестник Европы», «Русская мысль», «Русская школа», «Образование», «Былое», «Голос минувшего», «Вестник воспитания», «Северный вестник», «Истина», «Народное хозяйство», «Южные записки», «Земский сборник Черниговской губернии» та інших.
Був членом Харківського товариства поширення в народі письменності.
В 1905 примкнув до партії кадетів. Білоконський — редактор і один з авторів 10-го тома «Народної енциклопедії наукових і прикладних знань», яку видавало Харківське товариство грамотності. Том був присвячений питанням народної освіти в Росії, також Білоконський був автором багатьох інших праць.
Помер в Харкові 7 лютого 1931 року.